# Kadeschool
De Kadeschool is een monumentaal gebouw in de Nederlandse stad Gouda. Het gebouw was oorspronkelijk bestemd als schoolgebouw, maar is sinds 2010 in gebruik als gezondheidscentrum. Het voormalige schoolgebouw ligt tussen de Eerste en de Tweede Kade, aan de west- en de oostzijde en de Elisabeth Wolffstraat en de Agatha Dekenstraat aan de noord- en de zuidzijde.

## Het gebouw

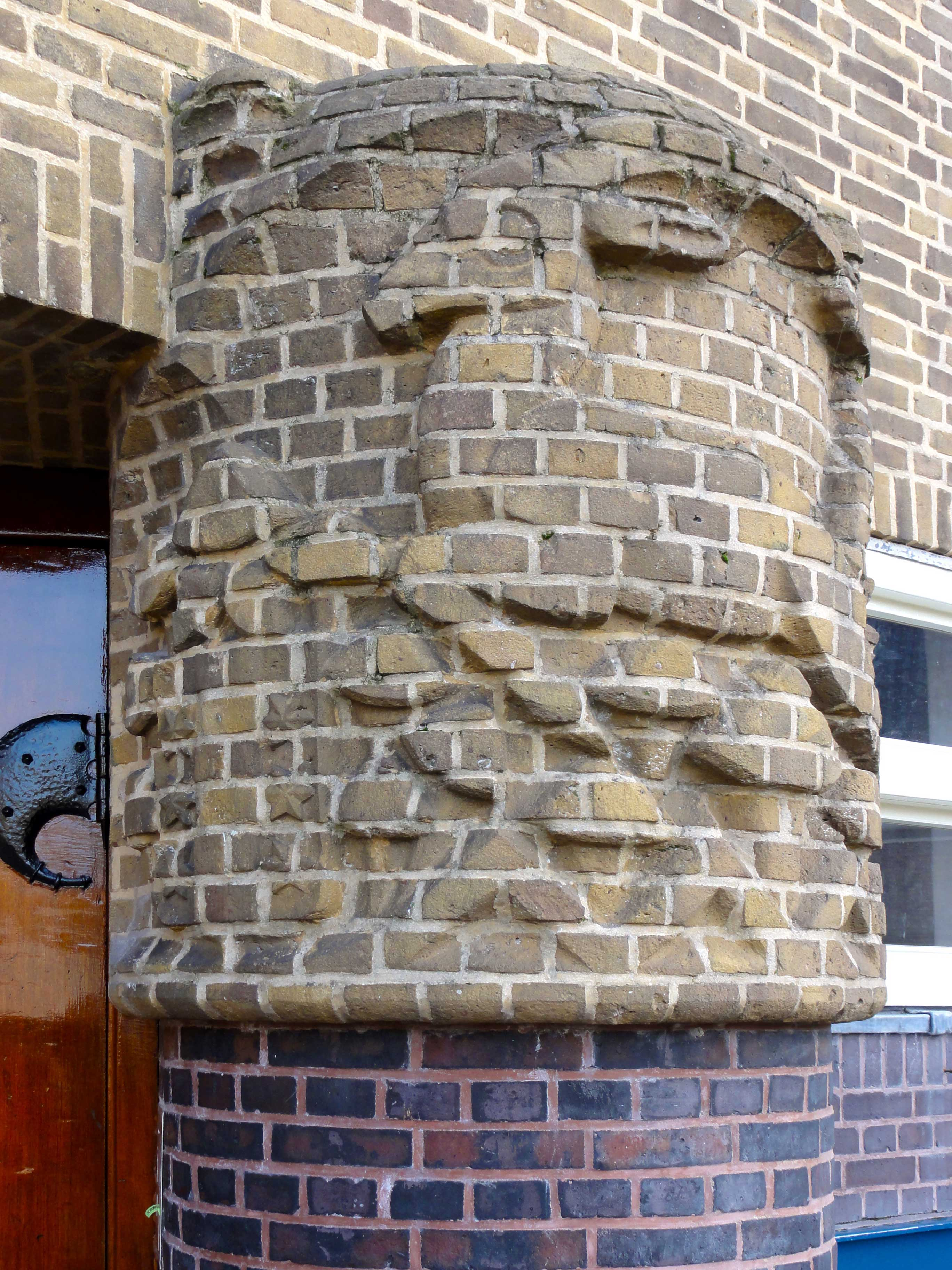
Het reliëf bij de ingang met steenbok en het wapen van Gouda, gemaakt door Marinus Vreugde

De school werd als Openbare Lagere School nr. 2 in 1930 gebouwd naar een ontwerp van de architect H. de Meer. Hij ontwierp het gebouw in een aan de Amsterdamse School verwante expressionistische stijl. Het gebouw is opgetrokken in gele waalstenen, die contrasteren met de donkere kleur van de bakstenen van het trasraam en de donkere geglazuurde Romaanse pannen. De hoofdingang, aan de noordzijde, bevindt zich in de ronde risaliet aan de linkerkant. Het bovendeel van dit uitspringende gedeelte is voorzien van deels gebogen ramen. Naast de ingang is, in een ronde uitbouw, een reliëf verwerkt met de afbeelding van een boogschutter, een steenbok en het wapen van Gouda. Aan de rechterzijde bevindt zich de topgevel van de zijvleugel van het gebouw. In het middengedeelte vallen de beide raampartijen op. Een dubbele rij van liggende, rechthoekige ramen is boven het trasraam aangebracht. Aan de bovenzijde van de gevel bevindt zich een driedubbele rij van deze ramen.
In het interieur vormen de glas-in-loodramen van de glazenier W.A. van de Walle en het houtsnijwerk van M. Vreugde kenmerkende elementen.
In 1947 kreeg de school een nieuwe naam, de Goeman Borgesiusschool, vernoemd naar de liberale politicus Hendrik Goeman Borgesius. In 1975 kreeg de school een andere bestemming, van lagere school werd het gebouw omgevormd tot een accommodatie voor praktijkonderwijs. De naam werd gelijktijdig gewijzigd in Kadeschool. Op het eind van de 20e eeuw en in het begin van de 21e eeuw heeft het gebouw jarenlang leeg gestaan. In 2009 werd de voormalige Kadeschool gekocht door enkele ondernemers in de gezondheidszorg. Zij gaven de architect Tjeu Bonten de opdracht om het pand te restaureren en geschikt te maken als medisch centrum. Het gebouw kreeg als nieuwe naam De Goudse Praktijk. Diverse disciplines in de gezondheidszorg hebben een plek in het gebouw gekregen, onder andere osteopathie, verloskunde, kraamzorg, homeopathie, acupunctuur en yoga.
Het gebouw is erkend als rijksmonument vanwege de cultuur- en architectuurhistorische waarde, als representatief voorbeeld van de toegepaste bouwstijl, de betekenis voor het onderwijs, de beeldbepalende ligging en de gaafheid van het gebouw.